# مارین گورگه
مارین گورگه (انگلیسی: Marin Gheorghe؛ زادهٔ ۵ september ۱۹۵۹ (۶۵ سال)) ورزشکار روئینگ اهل رومانی است.
وی در مسابقات کشوری و بین‌المللی در مجموع برندهٔ ۴ مدال طلا، ۵ مدال نقره، ۴ مدال برنز شده‌است.